# Доналд О’Конор
Доналд О’Конор (енгл. Donald O'Connor) био је амерички глумац. Рођен је 28. августа 1925. године у Данвил (Илиноис), а преминуо је 27. септембра 2003. године у Калабасасу (Калифорнија).